# Parazaona
Genre
Parazaona est un genre de pseudoscorpions de la famille des Chernetidae.

## Distribution
Les espèces de ce genre se rencontrent en Amérique.

## Liste des espèces
Selon Pseudoscorpions of the World (version 3.0) :
- Parazaona bocki (Tullgren, 1907)
- Parazaona bucheri Beier, 1967
- Parazaona cavicola Chamberlin, 1938
- Parazaona chilensis Beier, 1964
- Parazaona ellingsenii (With, 1908)
- Parazaona klapperichi Beier, 1976
- Parazaona kuscheli Beier, 1964
- Parazaona morenensis (Tullgren, 1908)
- Parazaona nordenskjoldi (Tullgren, 1908)
- Parazaona pycta Beier, 1964

## Publication originale
- Beier, 1932 : Pseudoscorpionidea II. Subord. C. Cheliferinea. Tierreich, vol. 58, p. 1-294.